# Triết học phương Đông
Triết học phương Đông hay triết học châu Á bao gồm các triết học khác nhau bắt nguồn từ Đông và Nam Á bao gồm triết học Trung Quốc, triết học Nhật Bản và triết học Triều Tiên thống trị ở Đông Á, và triết học Ấn Độ (bao gồm triết học Phật giáo) chiếm ưu thế tại các vùng Nam Á, Đông Nam Á, Tây Tạng và Mông Cổ.

## Triết học Ấn Độ

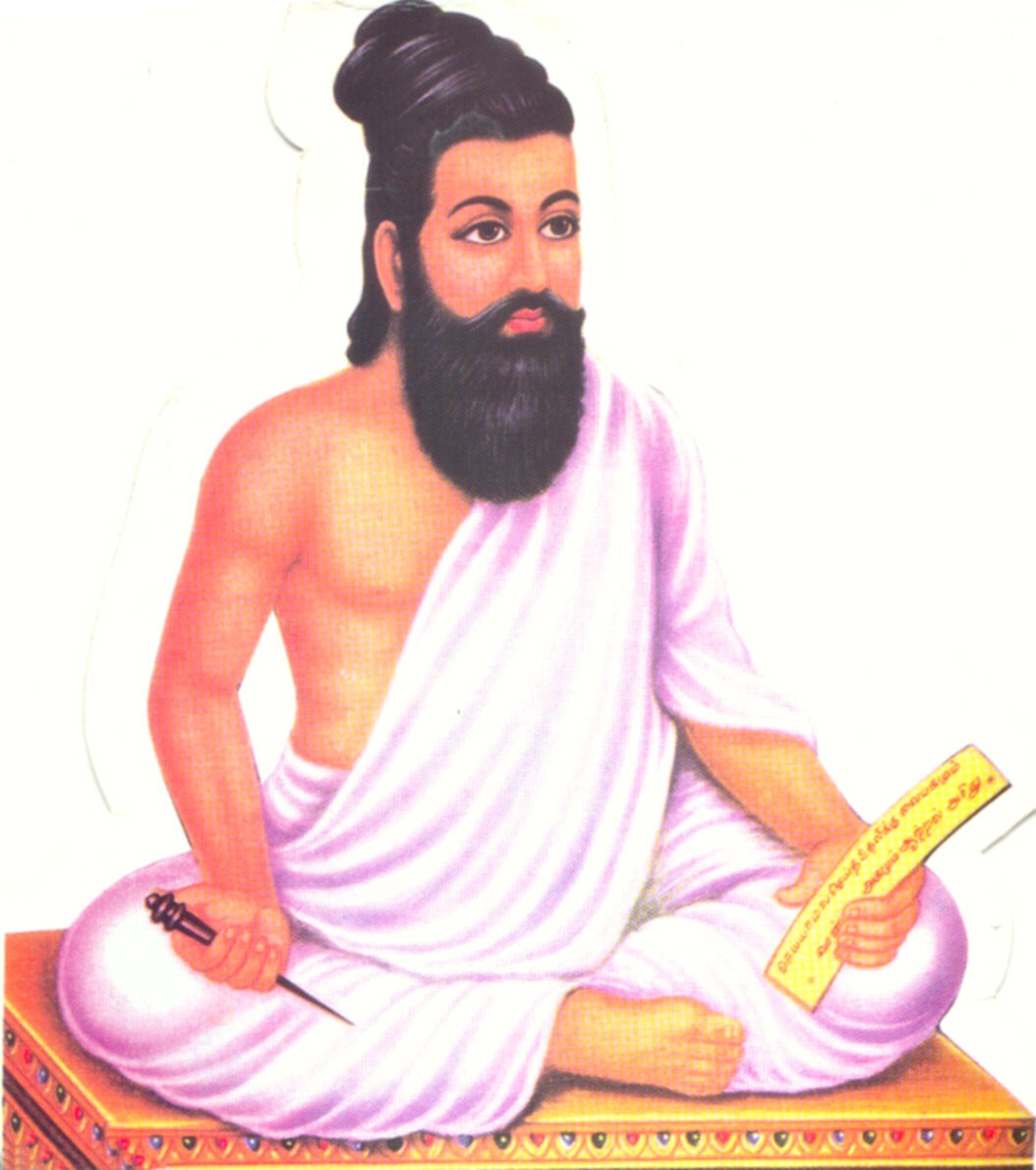
Valluvar

Triết học Ấn Độ đề cập đến các truyền thống triết học cổ đại (tiếng Phạn: dárśana; "Thế giới quan", "giáo lý")  của tiểu lục địa Ấn Độ. Kỳ Na giáo (Jaina giáo) có thể có nguồn gốc từ thời Văn minh lưu vực sông Ấn hơn 5000 năm trước. Các triết lý chính thống lớn phát sinh vào khoảng giữa thời điểm bắt đầu Thời đại chung và Đế chế Gupta. Những trường phái triết lý Hindu phát triển những gì đã được gọi là "Hindu tổng hợp" sáp nhập các yếu tố chính thống của Bà La Môn và các yếu tố không chính thống từ Phật giáo và Kỳ Na giáo. Tư tưởng Ấn giáo cũng lan sang phía đông đế chế Srivijaya của Indonesia và Đế quốc Khmer của Campuchia. Những truyền thống tôn giáo-triết học này sau đó được nhóm lại dưới nhãn hiệu Ấn Độ giáo. Ấn Độ giáo là tôn giáo thống trị, hay cách sống,  ở Nam Á. Nó bao gồm Shaivism, Vaishnavism và Shaktism  trong số rất nhiều giáo phái Hindu khác, và một loạt các luật và quy định về "đạo đức hàng ngày" dựa trên các chuẩn mực nghiệp, pháp và xã hội. Ấn Độ giáo là một phân loại của quan điểm trí tuệ hoặc triết học riêng biệt, chứ không phải là một tập hợp tín ngưỡng cứng nhắc và mang tính phổ biến. Ấn Độ giáo, với khoảng một tỷ tín đồ  là tôn giáo lớn thứ ba trên thế giới, sau Kitô giáo và Hồi giáo. Ấn Độ giáo đã được gọi là " tôn giáo lâu đời nhất " trên thế giới và theo truyền thống được gọi là Sanātana Dharma, "pháp vĩnh cửu" hay "con đường vĩnh cửu";    vượt ra bên ngoài nguồn gốc của con người. Các học giả phương Tây coi Ấn Độ giáo là hợp nhất  hoặc tổng hợp    của các nền văn hóa và truyền thống Ấn Độ khác nhau,    với nguồn gốc đa dạng   và không có người sáng lập duy nhất.
Một số trong những văn bản triết học còn tồn tại sớm nhất là Upraelad của thời kỳ Vệ đà sau này (1000-500 trước CN). Các khái niệm triết học quan trọng của Ấn Độ bao gồm pháp, nghiệp, luân hồi, moksha và ahimsa. Các nhà triết học Ấn Độ đã phát triển một hệ thống lý luận nhận thức luận (pramana) và logic và các chủ đề được nghiên cứu như Bản thể học (siêu hình học, Brahman - Atman, Sunyata - Anatta), các phương tiện tri thức đáng tin cậy (nhận thức luận, Pramanas), hệ thống giá trị. Triết học Ấn Độ cũng đề cập đến các chủ đề như triết học chính trị như đã thấy trong Arthashastra vào khoảng thế kỷ thứ 4 TCN và triết lý tình yêu như đã thấy trong Kama Sutra. Văn học Kural khoảng thế kỷ thứ 1 TCN, được viết bởi nhà thơ-triết gia người Tamil, Valluvar, được nhiều học giả tin là dựa trên các triết lý của Kỳ Na giáo. 
Những phát triển về sau này bao gồm sự phát triển của ảnh hưởng Mật tông và Hồi giáo Iran. Phật giáo chủ yếu biến mất khỏi Ấn Độ sau cuộc chinh phục của người Hồi giáo ở tiểu lục địa Ấn Độ, chỉ còn tồn tại ở các khu vực trên dãy núi Himalaya và miền nam Ấn Độ. Thời kỳ hiện đại đầu chứng kiến sự nở rộ của Navya-Nyāya (các 'tư duy mới') theo các triết gia như Raghunatha Siromani (c 1460-1540.) - người sáng lập đạo mới, Jayarama Pancanana, Mahadeva Punatamakara và Yashovijaya (người đã tạo ra một phản ứng trong Kỳ Na giáo).

### Các trường phái chính thống
Các trường phái triết học chính của Ấn Độ được phân loại là chính thống hoặc không chính thống - āstika hoặc nāstika - tùy thuộc vào một trong ba tiêu chí: liệu nó có tin rằng Vedas là một nguồn tri thức hợp lệ; liệu trường phái đó có tin vào cơ sở của Brahman và Atman hay không; và liệu trường phái đó có tin vào thế giới bên kia và Devas hay không.
Có sáu trường phái lớn của triết học Hindu chính thống tại Ấn Độ - Nyaya, Vaisheshika, Samkhya, Yoga, Mīmāṃsā và Vedanta, và năm trường phái không chính thống lớn - Kỳ Na giáo, Phật giáo, Ajivika, Ajñana, và Cārvāka. Tuy nhiên, có các phương pháp phân loại khác; chẳng hạn Vidyaranya xác định mười sáu trường phái triết học Hindu Ấn Độ bằng cách bao gồm cả những trường phái thuộc về truyền thống Śaiva và Raseśvara.
Mỗi trường phái triết học Ấn Độ giáo có các kinh sách nhận thức luận rộng lớn gọi là Pramana -sastras.
Trong lịch sử Ấn Độ giáo, sự khác biệt của sáu trường phái chính thống là hiện tại trong thời kỳ Gupta "hoàng kim" của Ấn Độ giáo. Với sự biến mất của Vaisheshika và Mīmāṃsā, nó trở nên lỗi thời bởi thời Trung cổ sau này, khi các trường phái phụ khác nhau của Vedanta (Dvaita "nhị nguyên", Advaita Vedanta "không đối ngẫu" và những trường phái khác) bắt đầu nổi lên như là sự phân chia chính của triết học tôn giáo. Nyaya tồn tại cho đến thế kỷ 17 với tên Navya Nyaya "Neo-Nyaya", trong khi Samkhya dần mất đi vị thế là một trường phái độc lập, với các nguyên lý của nó đã hấp thụ vào Yoga và Vedanta.

#### Sāmkhya và Yoga
Sāmkhya là một truyền thống triết học nhị nguyên thân thể-tâm trí dựa trên Samkhyakarika (khoảng năm 320 -540), trong khi trường phái Yoga là một truyền thống liên quan chặt chẽ nhấn mạnh đến thiền định và giải thoát mà kinh văn chính là kinh điển Yoga (khoảng 400 CE). Tuy nhiên, các yếu tố của ý tưởng tiền Samkhya có thể được truy nguyên từ thời kỳ đầu của Upanishad. Một trong những khác biệt chính giữa hai trường phái liên quan chặt chẽ này là Yoga cho phép sự tồn tại của một vị thần, trong khi hầu hết các nhà tư tưởng Sāmkhya chỉ trích ý tưởng này.
Nhận thức luận Sāmkhya chấp nhận ba trong số sáu pramana (bằng chứng) là phương tiện đáng tin cậy duy nhất để đạt được kiến thức; pratyakṣa (nhận thức), anumāṇa (suy luận) và śabda (từ/lời chứng của các nguồn tham khảo đáng tin cậy). Trường phái này đã phát triển một giải trình lý thuyết phức tạp về sự tiến hóa của ý thức và vật chất. Các nguồn Sāmkhya cho rằng vũ trụ bao gồm hai thực tại, puruṣa (ý thức) và prakṛti (vật chất).
Như đã nói đến trong Sāṁkhyapravacana Sūtra (khoảng thế kỷ 14), Sāmkhya tiếp tục phát triển trong suốt thời kỳ Trung cổ.

#### Nyāya
Trường phái nhận thức Nyāya, khám phá các nguồn tri thức (Pramāṇa) và dựa trên Nyāya Sūtras (khoảng thế kỷ thứ 6 trước Công nguyên và thế kỷ thứ 2). Nyāya cho rằng đau khổ của con người phát sinh từ vô minh và giải thoát có được nhờ các kiến thức đúng đắn. Do đó, họ đã tìm cách điều tra các nguồn kiến thức hoặc nhận thức luận chính xác.
Theo truyền thống, Nyāya chấp nhận bốn Pramana là phương tiện đáng tin cậy để đạt được kiến thức - Pratyakṣa (nhận thức), Anumāṇa (suy luận), Upamāṇa (so sánh và tương tự) và Śabda (từ, lời chứng của các chuyên gia đáng tin cậy trong quá khứ hoặc hiện tại). Nyāya cũng có truyền thống bảo vệ một hình thức hiện thực triết học.
Nyāya Sūtras là một văn bản rất có ảnh hưởng trong triết học Ấn Độ, đặt nền móng cho các cuộc tranh luận nhận thức luận cổ điển giữa các trường phái triết học khác nhau. Nó bao gồm các trường phái Ấn Độ giáo cổ điển tham gia chống lại các lập luận vô ngã (anatta) của Phật giáo. Tác phẩm cũng nổi tiếng lập luận chống lại một vị thần sáng tạo (Ishvara), một cuộc tranh luận đã trở thành trung tâm của Ấn Độ giáo trong thời Trung cổ.

#### Vaieṣika
Vaiśeṣika là một trường phái tự nhiên của chủ nghĩa nguyên tử, chỉ chấp nhận hai nguồn kiến thức, nhận thức và suy luận. Triết lý này cho rằng vũ trụ có thể rút gọn thành paramāṇu (nguyên tử), không thể phá hủy (anitya), không thể phân chia và có một loại kích thước đặc biệt, được gọi là nhỏ small (aṇu). Bất cứ điều gì chúng ta trải nghiệm là một tổng hợp của các nguyên tử này.
Vaiśeṣika đã tổ chức tất cả các đối tượng trải nghiệm thành cái mà họ gọi là padārthas (nghĩa đen: 'nghĩa của một từ') bao gồm sáu loại; Drainvya (chất), guṇa (chất lượng), karma (hoạt động), sāmānya (tính tổng quát), viśeṣa (tính đặc biệt) và samavāya (tính kế thừa). Sau này Vaiśeṣikas (rīdhara và Udayana và Śivāditya) đã thêm một loại nữa là abhava (không tồn tại). Ba loại đầu tiên được định nghĩa là artha (có thể cảm nhận được) và chúng có sự tồn tại khách quan thực sự. Ba loại cuối cùng được định nghĩa là budhyapekṣam (sản phẩm của phân biệt trí tuệ) và chúng là các loại logic.

#### Māmāṃsā
Mīmāṃsā là một trường học của nghi lễ orthopraxy và được biết đến với các nghiên cứu về thông diễn học và việc giải thích các kinh Vệ Đà. Đối với truyền thống này, việc nghiên cứu về pháp như các nghi lễ và nghĩa vụ xã hội là tối quan trọng. Họ cũng cho rằng Veda là "vĩnh cửu, không có tác giả, [và] không thể sai lầm" và rằng các lệnh và thần chú Vệ Đà trong các nghi lễ là hành động được quy định có tầm quan trọng hàng đầu. Vì tập trung vào nghiên cứu và giải thích kinh sách, Mīmāṃsā cũng phát triển các lý thuyết về triết học và triết học ngôn ngữ có ảnh hưởng đến các trường phái Ấn Độ khác. Họ chủ yếu cho rằng mục đích của ngôn ngữ là quy định rõ ràng hành động đúng đắn, nghi lễ và đúng pháp (bổn phận hoặc đức hạnh). Mīmāṃsā cũng chủ yếu là vô thần, cho rằng bằng chứng cho sự tồn tại của Thiên Chúa là không đủ và các vị Thần có tên trong Veda không tồn tại ngoài tên, thần chú và sức mạnh của họ.
Một kinh sách quan trọng của trường phái Mīmāṃsā là Mīmāṃsā Sutra của Jaimini và các học giả lớn Mīmāṃsā bao gồm Prabhākara (khoảng thế kỷ thứ 7) và Kumārila Bhatta (khoảng năm 700). Trường phái được Mīmāṃsā gây ảnh hưởng mạnh là Vedanta, cũng được gọi là Uttara-Mīmāṃsā, tuy nhiên trong khi Mīmāṃsā nhấn mạnh karmakāṇḍa, hoặc nghiên cứu các hành động nghi lễ, sử dụng bốn kinh Vệ Đà đầu tiên, các trường phái Vedanta nhấn mạnh jñanakāṇḍa - việc nghiên cứu các kiến thức, sử dụng các phần sau của Vedas như Upaniṣhad.

#### Vedānta

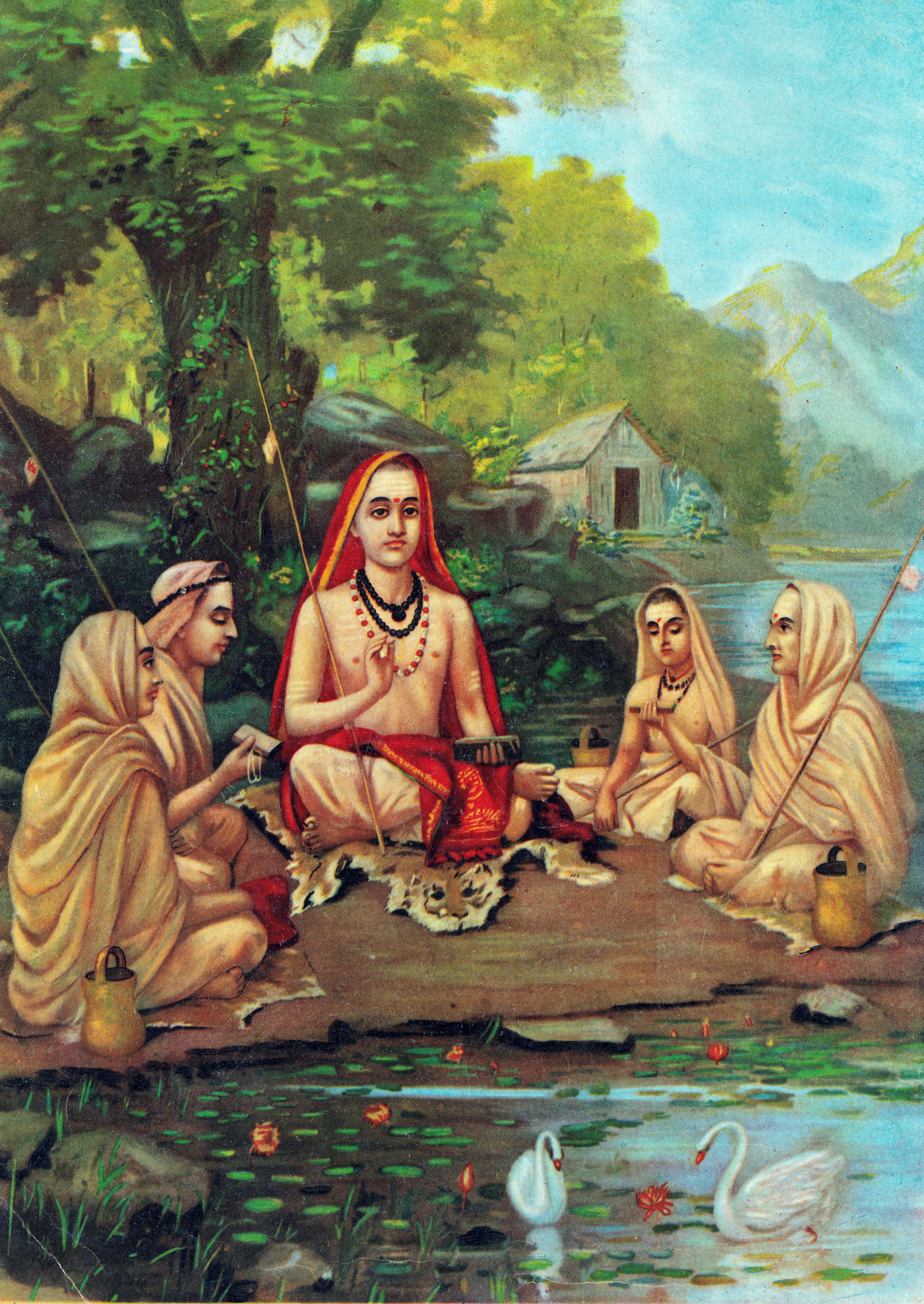
Adi Shankara (thế kỷ thứ 8) là người có ảnh hưởng chính của Advaita Vedānta

Vedanta (có nghĩa là "kết thúc của kinh Vệ Đà ") hoặc Uttara-Mīmāṃsā, là một nhóm các truyền thống trong đó tập trung vào các vấn đề triết học tìm thấy trong Prasthanatrayi (ba nguồn), đó là Principal Upanishads, Brahma Sutras và Bhagavad Gita.  Vedānta coi Vedas, đặc biệt là Upanishad, là một nguồn kiến thức đáng tin cậy.
Mối quan tâm chính của các trường này là bản chất và mối quan hệ giữa Brahman (hiện thực tối thượng, ý thức phổ quát), Ātman (linh hồn cá nhân) và Prakriti (thế giới thực nghiệm) .
Các phân nhánh của Vedānta bao gồm Advaita (không nhị nguyên), Vishishtadvaita (không nhị nguyên đủ điều kiện), Dvaita (nhị nguyên) và Bhedabheda (khác biệt và không khác biệt). Do sự phổ biến của phong trào Bhakti, Vedānta trở thành dòng chảy thống trị của Ấn Độ giáo trong thời kỳ hậu trung cổ.

#### Khác
Trong khi bảng liệt kê cổ điển của các triết học Ấn Độ liệt kê sáu trường phái chính thống, có những trường phái khác đôi khi được coi là chính thống. Chúng bao gồm:
- Paśupata, một trường phái khổ hạnh của Shaivism được Lakulisha thành lập (~ thế kỷ thứ 2).
- Śaiva Siddhānta, một trường phái Shaivism nhị nguyên chịu ảnh hưởng mạnh mẽ của Samkhya.
- Pratyabhijña (công nhận) - trường phái Utpaladeva (thế kỷ thứ 10) và Abhinavagupta (975-1025), một hình thức của Mật điển Shaiva không nhị nguyên.
- Raseśvara, trường phái lên đồng
- Pāṇini Darśana, trường phái ngữ pháp (làm rõ lý thuyết về Sphoṭa)

### Trường phái không chính thống hoặc Śramaṇic
Các trường phái nāstika hoặc dị thể gắn liền với các truyền thống Śramaṇic không tồn tại ở Ấn Độ kể từ trước thế kỷ thứ 6 trước Công nguyên. Các phong trào Śramaṇa đã dẫn đến đa dạng các ý tưởng phi-Vệ Đà, từ việc chấp nhận hoặc từ chối các khái niệm về atman, thuyết nguyên tử, chủ nghĩa duy vật, chủ nghĩa vô thần, thuyết bất khả tri, thuyết định mệnh để ý chí tự do, khổ hạnh cực đoan, ahimsa (bất bạo động) chặt chẽ và ăn chay. Triết lý đáng chú ý là xuất phát từ phong trào Śramaṇa là Kỳ Na giáo, Phật giáo Nguyên thủy, Cārvāka, Ajñana và Ājīvika.

#### Triết học Jain
Triết học Jain liên quan nhiều đến các vấn đề siêu hình học, thực tế, vũ trụ học, bản thể học, nhận thức luận và thần học. Kỳ Na giáo về cơ bản là một tôn giáo siêu thần của Ấn Độ cổ đại. :182 Nó tiếp tục truyền thống Śramaṇa, tồn tại cùng với tôn giáo truyền thống Vệ đà từ thời cổ đại. Các đặc điểm khác biệt của triết học Jain bao gồm thuyết nhị nguyên thân - tâm, không thừa nhận một Thiên Chúa sáng tạo và toàn năng, nghiệp, một vũ trụ vĩnh cửu và không được ai tạo ra, không bạo lực, lý thuyết về nhiều khía cạnh của sự thật và một đạo đức dựa trên sự giải phóng tâm hồn. Triết học Jain cố gắng giải thích sự hợp lý của sự tồn tại và tồn tại, bản chất của Vũ trụ và các thành phần của nó, bản chất của sự trói buộc và phương tiện để đạt được sự giải thoát. Nó thường được mô tả như là một phong trào khổ hạnh vì sự nhấn mạnh mạnh mẽ vào sự tự kiểm soát, tằn tiện và từ bỏ vật chất. Nó cũng được gọi là một mô hình của chủ nghĩa tự do triết học với nhấn mạnh rằng sự thật là tương đối và có nhiều mặt và vì nó sẵn sàng đáp ứng mọi quan điểm có thể có của các triết lý đối thủ. Kỳ Na giáo duy trì mạnh mẽ bản chất cá nhân của linh hồn và trách nhiệm cá nhân đối với các quyết định của một người; và sự tự lực và nỗ lực cá nhân tự chịu trách nhiệm cho sự giải phóng của chính bản thân.
Sự đóng góp của những người theo Kỳ Na giáo trong sự phát triển của triết học Ấn Độ là rất có ý nghĩa. Các khái niệm triết học của Jain như Ahimsa, Karma, Moksa, Samsara và các khái niệm tương tự là phổ biến trong các tôn giáo Ấn Độ khác như Ấn Độ giáo và Phật giáo dưới nhiều hình thức khác nhau. Trong khi Kỳ Na giáo truy tìm triết lý của nó từ những giáo lý của Mahavira và các Tirthankara khác, thì các triết gia Jain khác nhau từ Kundakunda và Umasvati trong thời cổ đại đến Yasovijaya và Shrimad Rajchandra trong thời gian gần đây đã góp phần vào việc diễn giải triết học Ấn Độ theo cách thức riêng của Kỳ Na giáo.

#### Cārvāka (triết học duy vật khoái lạc)
Cārvāka hay Lokāyata là một triết lý vô thần của chủ nghĩa hoài nghi và chủ nghĩa duy vật, là chủ nghĩa đã bác bỏ Veda và tất cả các học thuyết siêu nhiên liên quan. Các nhà triết học Cārvāka như Brihaspati phê phán gay gắt các trường phái triết học khác thời bấy giờ. Cārvāka coi kinh Veda bị vấy bẩn với ba lỗi lầm là không trung thực, tự mâu thuẫn và tautology. Họ tuyên bố kinh Veda là những tác phẩm không mạch lạc do con người sáng tác với sự hữu ích duy nhất là cung cấp sinh kế cho những người giảng đạo.
Tương tự như vậy, họ cũng phủ định Phật giáo và Kỳ Na giáo, chế giễu khái niệm giải thoát, tái sinh và tích lũy công đức hoặc mất công đức do nghiệp chướng. Họ tin rằng, quan điểm từ bỏ niềm vui để tránh đau đớn là "lý luận của những kẻ ngu ngốc". Nhận thức luận Cārvāka giữ nhận thức là nguồn kiến thức chính, trong khi bác bỏ suy luận mà có thể là không hợp lệ. Các kinh văn chính của Cārvāka, như kinh điển Barhaspatya (khoảng năm 600 TCN) đã bị thất truyền.

#### Ājīvika
Ājīvika được Makkhali Gosala thành lập. Đây là một phong trào Śramaṇa và là đối thủ chính của Phật giáo Nguyên thủy và Kỳ Na giáo thời kỳ đầu.
Kinh sách gốc của trường phái triết học Ājīvika có thể đã từng tồn tại, nhưng những kinh sách này hiện đã thất truyền. Các triết lý được trích ra từ các đề cập về Ajivika trong các nguồn thứ cấp của văn học Ấn Độ và văn học Hindu cổ đại Ấn Độ, đặc biệt là từ các kinh sách của Kỳ Na giáo và Phật giáo, với những lời chỉ trích trường phái Ajivika. Trường phái Ājīvika được biết đến với học thuyết Niyati về tính quyết định tuyệt đối (số phận), với khẳng định rằng không hề có ý chí tự do, rằng mọi thứ đã xảy ra, đang xảy ra và sẽ xảy ra hoàn toàn được xếp đặt trước và là một chức năng của các nguyên tắc vũ trụ. Ājīvika coi giáo lý vềnghiệp chướng là một ngụy biện. Những người theo Ājīvika là những người vô thần  và từ chối uy quyền của Veda, nhưng họ tin rằng trong mỗi sinh vật là một ātman - tiền đề trung tâm của Ấn Độ giáo và Kỳ Na giáo.

#### Ajñana
Ajñana là một trường phái Śramaṇa của chủ nghĩa hoài nghi Ấn Độ cực đoan và là đối thủ của Phật giáo và đạo Jain thời kỳ đầu. Họ cho rằng không thể có được kiến thức về bản chất siêu hình hoặc xác định giá trị chân lý của các đề xuất triết học; và ngay cả khi kiến thức về những vấn đề này là có thể tồn tại, nó là vô ích và bất lợi cho sự cứu rỗi cuối cùng. Họ được xem như những người ngụy biện chuyên về bác bỏ ý kiến người khác mà không truyền bá bất kỳ học thuyết tích cực nào của riêng họ. Jayarāśi Bhatta (khoảng năm 800), tác giả của tác phẩm về chủ nghĩa hoài nghi Tattvopaplavasiṃha ("Con sư tử ăn tất cả các con khác" / "Sự xáo trộn của tất cả các nguyên tắc"), đã được xem như là một nhà triết học quan trọng của trường phái Ajñana.

### Triết học Phật giáo

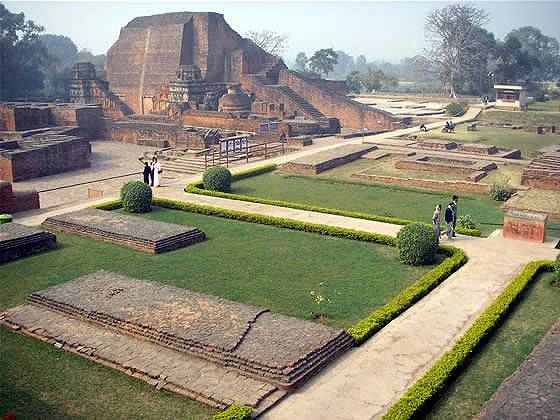
Đại học và tu viện Phật giáo Nalanda là một trung tâm học tập lớn ở Ấn Độ từ thế kỷ thứ 5 đến năm 1200.

Triết học Phật giáo bắt đầu với giáo lý của Tất-đạt-đa Cồ-đàm (khoảng giữa thế kỷ thứ sáu và thứ tư TCN) và được bảo tồn trong các kinh điển Phật giáo sơ khai. Nó thường đề cập đến các nghiên cứu tìm tòi về triết học được phát triển giữa các trường phái Phật giáo khác nhau ở Ấn Độ và sau đó lan rộng khắp châu Á thông qua con đường tơ lụa. Tư tưởng Phật giáo là xuyên khu vực và xuyên văn hóa. Tư tưởng này là truyền thống triết học thống trị ở Tây Tạng và các nước Đông Nam Á như Sri Lanka và Myanmar.
Mối quan tâm chính của Phật giáo là thần học, được định nghĩa là tự do thoát khỏi dukkha (khổ). Bởi vì sự thiếu hiểu biết về bản chất thực sự của con người và thế giới xung quanh được coi là một trong những gốc rễ của đau khổ, các nhà tư tưởng Phật giáo quan tâm đến các câu hỏi triết học liên quan đến nhận thức luận và việc sử dụng lý trí. Các khái niệm chính của Phật giáo bao gồm Tứ diệu đế, Anatta (vô ngã) - một hình thức phê phán về một bản sắc cá nhân cố định, tính nhất thời của tất cả mọi thứ - Anicca (vô thường) và một sự hoài nghi nhất định về các câu hỏi siêu hình. Các nhà tư tưởng Phật giáo ở Ấn Độ và sau đó ở Đông Á đã đề cập đến các chủ đề đa dạng như hiện tượng học, đạo đức, bản thể học, nhận thức luận, logic và triết học về thời gian.
Các truyền thống triết học Phật giáo sau này đã phát triển tâm lý hiện tượng học phức tạp gọi là ' Abhidharma'. Các triết gia Đại thừa như Nagarjuna và Vasubandhu đã phát triển các lý thuyết về Shunyata (tính không của tất cả các hiện tượng) và Vijnapti-matra (vẻ ngoài), một hình thức của hiện tượng học hoặc chủ nghĩa duy tâm siêu việt. Trường phái Trần-na (khoảng 480-540) của Pramana phát triển và quảng bá một hình thức phức tạp của nhận thức luận và logic Phật giáo. Truyền thống này đã đóng góp cho cái được gọi là "bước ngoặt nhận thức" trong triết học Ấn Độ. Thông qua công trình của Dharmakirti, truyền thống logic Phật giáo này đã trở thành hệ thống nhận thức luận chính được sử dụng trong triết học và tranh luận của Phật giáo Tây Tạng.
Sau khi Phật giáo biến mất khỏi Ấn Độ, những truyền thống triết học này tiếp tục phát triển trong các truyền thống Phật giáo Tây Tạng, Phật giáo Đông Á và Phật giáo Nguyên thủy. Ở Tây Tạng, truyền thống Ấn Độ tiếp tục được phát triển dưới tác phẩm của các nhà tư tưởng như Sakya Pandita, Tsongkhapa và Ju Mipham. Ở Trung Quốc, sự phát triển mới của Phật giáo được những nhà tư tưởng như Xuangzang, người viết các tác phẩm mới về Yogacara (Duy thức tông), Trí Nghĩ người sáng lập ra Thiên Thai tông và phát triển một lý thuyết mới của Trung đạo và Khuê Phong Tông Mật - người đã viết sách về Hoa Nghiêm và Thiền.

#### Phật giáo hiện đại

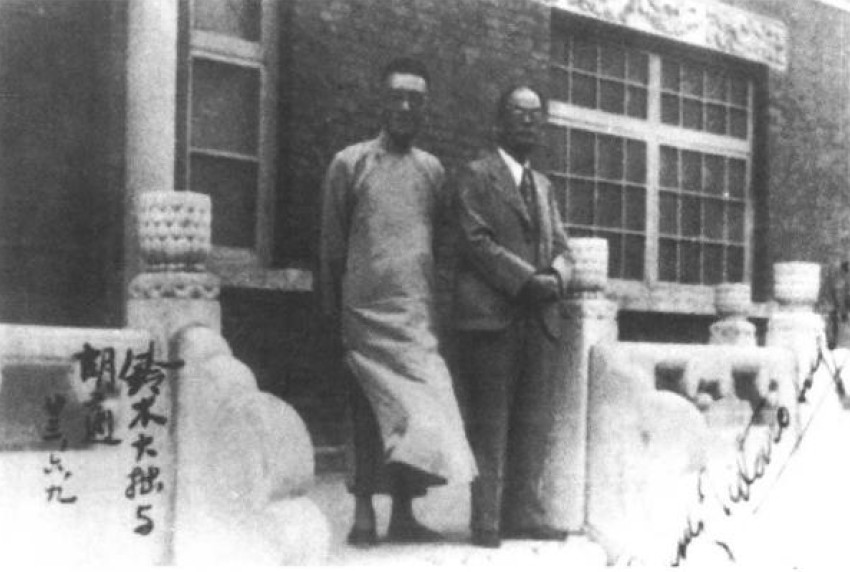
Hồ Thích và DT Suzuki trong chuyến thăm Trung Quốc năm 1934

Thời kỳ hiện đại chứng kiến sự phát triển của chủ nghĩa hiện đại Phật giáo và Phật giáo nhân văn dưới ảnh hưởng của phương Tây và sự phát triển của một Phật giáo phương Tây với những ảnh hưởng từ tâm lý học hiện đại và triết học phương Tây. Những người có đóng góp quan trọng cho chủ nghĩa hiện đại Phật giáo bao gồm Anagarika Dharmapala (1864-1933) và người Mỹ Henry Steel Olcott, người hiện đại Trung Quốc Taixu (1890-1947) và Yin Shun (1906-2005), Học giả chuyên về Thiền DT Suzuki, và học giả Tây Tạng Gendun Chöphel (1903-1951). Chủ nghĩa hiện đại Phật giáo đề cập đến "các hình thức của Phật giáo đã xuất hiện từ một sự tham gia với các lực lượng văn hóa và trí tuệ thống trị của thời hiện đại."  Các lực lượng ảnh hưởng đến những người theo chủ nghĩa hiện đại như Dhammapala và Yin Shun bao gồm các giá trị Khai sáng và Khoa học phương Tây. Một phong trào Tân Phật giáo được nhà lãnh đạo Dalit Ấn Độ có ảnh hưởng BR Ambedkar thành lập vào những năm 1950, với việc nhấn mạnh vào cải cách xã hội và chính trị.
Chủ nghĩa hiện đại Phật giáo bao gồm nhiều phong trào khác nhau như Phật giáo nhân văn, Phật giáo thế tục, phong trào Vipassana và Phật giáo dấn thân. Phật giáo nhân văn Trung Quốc hay "Phật giáo nhân sinh" (tiếng Trung: 人生 佛教; bính âm: rénshēng fójiào, phiên âm: Nhân sinh Phật giáo) vốn không có tín ngưỡng siêu nhiên cũng là một hình thức có ảnh hưởng của Phật giáo hiện đại ở châu Á.

### Triết lý đạo Sikh
Đạo Sikh là một tôn giáo Ấn Độ được Đạo sư Nanak (1469-1539) phát triển ở vùng Punjab trong Thời đại Mughal. Kinh sách chính của họ là Guru Granth Sahib. Những niềm tin cơ bản bao gồm thiền định tâm linh liên tục về tên của Thiên Chúa, được Đạo sư hướng dẫn thay vì mang lại sự thất thường, sống cuộc sống của một chủ nhà thay vì tu viện, hành động trung thực với dharam (công bình, bổn phận đạo đức), bình đẳng của tất cả con người và tin vào ân sủng của Thiên Chúa. Các khái niệm chính bao gồm Simran, Sewa, Ba trụ cột của đạo Sikh và Năm tên trộm.

### Triết học Ấn Độ hiện đại

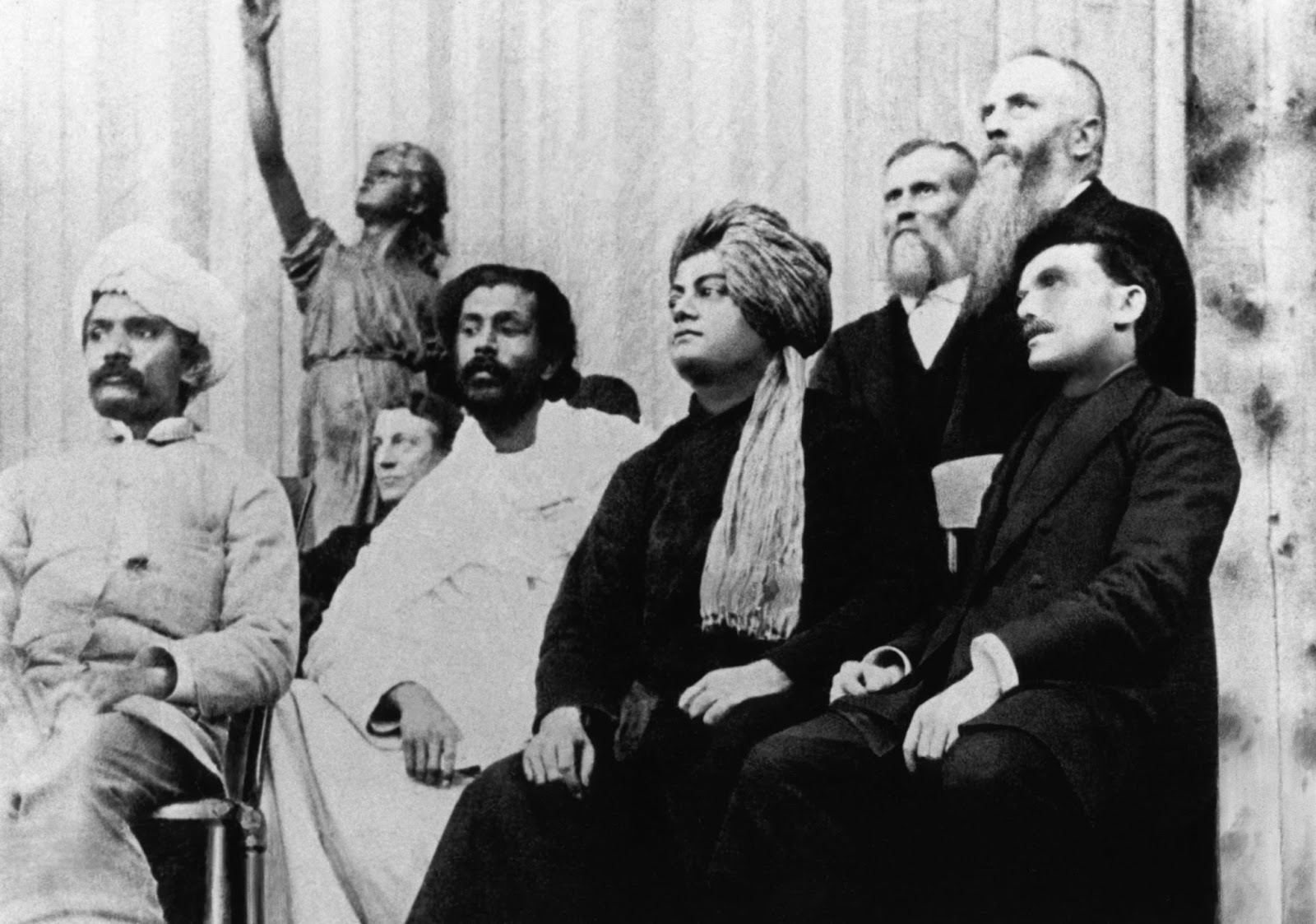
Từ trái sang phải: Virchand Gandhi, Anagarika Dharmapala, Swami Vivekananda, (có thể là) G. Bonet Maury. Nghị viện các tôn giáo thế giới, 1893

Để đáp lại chủ nghĩa thực dân và liên hệ với triết học phương Tây, người Ấn Độ thế kỷ 19 đã phát triển những cách suy nghĩ mới được gọi là Neo-Vedanta và chủ nghĩa hiện đại của Ấn Độ giáo. Ý tưởng của họ tập trung vào tính phổ quát của triết học Ấn Độ (đặc biệt là Vedanta) và sự thống nhất của các tôn giáo khác nhau. Chính trong thời kỳ này, những người theo chủ nghĩa hiện đại của Ấn Độ giáo đã trình bày một " Ấn Độ giáo " duy nhất được lý tưởng hóa và thống nhất. mẫu mực bởi triết lý của Advaita Vedanta. Họ cũng bị ảnh hưởng bởi các ý tưởng phương Tây. Phong trào đầu tiên trong số đó là Brahmo Samaj của Ram Mohan Roy (1772-1833). Swami Vivekananda (1863-1902) có ảnh hưởng rất lớn trong việc phát triển các phong trào cải cách của Ấn Độ giáo và đưa thế giới quan này đến phương Tây. Thông qua công việc của những người Ấn Độ như Vivekananda cũng như người phương Tây như những người đề xướng xã hội Thần học, tư tưởng Ấn Độ giáo hiện đại cũng có ảnh hưởng đến văn hóa phương Tây.
Tư tưởng chính trị của chủ nghĩa dân tộc Hindu cũng là một dòng chảy quan trọng khác trong tư tưởng Ấn Độ hiện đại. Tác phẩm của Mahatma Gandhi, Deendayal Upadhyaya, Rabindranath Tagore, Aurobindo, Krishna Chandra Bhattacharya và Sarvepalli Radhakrishnan đã có tác động lớn đến triết học Ấn Độ hiện đại.
Kỳ Na giáo cũng có những người diễn dịch và bảo vệ trong thời hiện đại, như Virchand Gandhi, Champat Rai Jain, và Shrimad Rajchandra (còn được biết đến như một người thầy tâm linh của Mahatma Gandhi).

## Triết học Đông Á

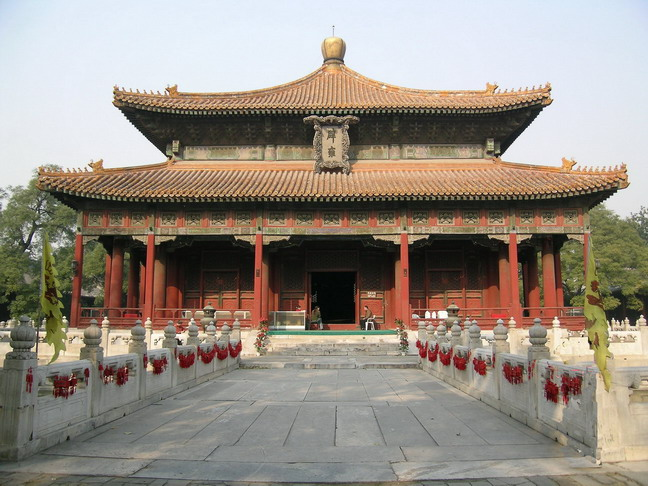
Một trong những hội trường chính của Quốc tử giám (Guozijian) (Đại học Hoàng gia) ở trung tâm thành phố Bắc Kinh, tổ chức học tập cao nhất ở Trung Quốc tiền hiện đại

### Trung Quốc
Tư tưởng triết học Đông Á bắt đầu từ Trung Quốc cổ đại, và triết học Trung Quốc bắt đầu từ thời nhà Thương và các thời kỳ sau khi nó sụp đổ khi "Bách gia chư tử (Trăm trường phái tư tưởng) " phát triển (thế kỷ thứ 6 đến năm 221 TCN). Thời kỳ này được đặc trưng bởi sự phát triển văn hóa và trí tuệ quan trọng và chứng kiến sự phát triển của các trường phái triết học lớn của Trung Quốc (Nho giáo, Pháp gia và Đạo giáo) cũng như nhiều trường phái ít ảnh hưởng hơn (Mặc gia, Danh gia, Âm Dương gia). Những truyền thống triết học này đã phát triển các lý thuyết siêu hình, chính trị và đạo đức, cùng với Phật giáo Trung Quốc, có ảnh hưởng trực tiếp đến phần còn lại của khu vực văn hóa Đông Á. Phật giáo bắt đầu đến Trung Quốc vào thời nhà Hán (206-220), thông qua việc truyền tải tư tưởng qua con đường tơ lụa một cách chậm rãi và dần dần phát triển các hình thức khác biệt của Phật giáo tại Trung Quốc (như Thiền tông).

#### Khổng giáo

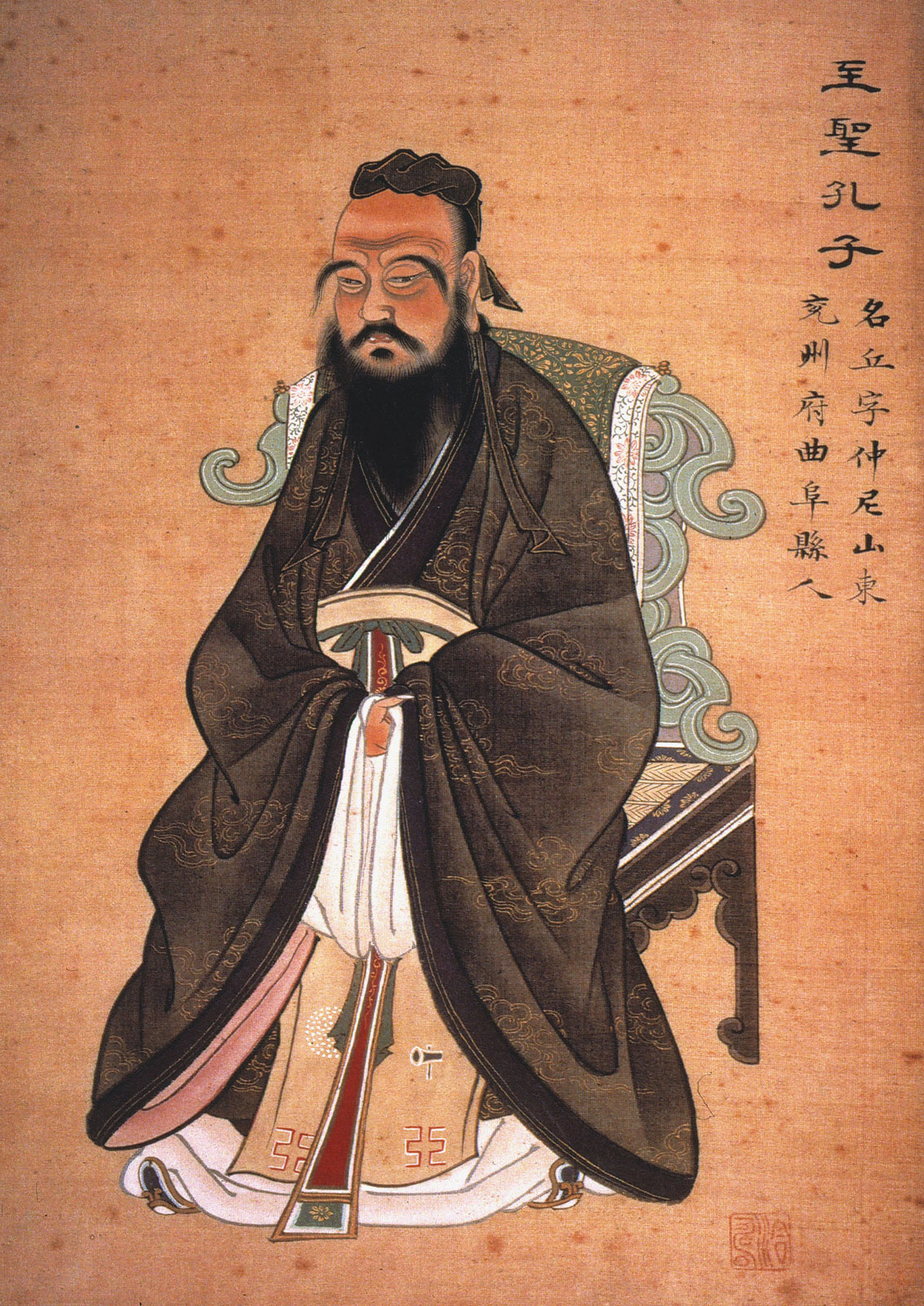
Khổng Tử

Khổng giáo (Kǒngjiào - "học thuyết của Khổng Tử"), còn được gọi là "Nho giáo" (bính âm:Rújiào - "học thuyết của các học giả"), là một hệ thống triết học của Trung Quốc với các ứng dụng trong nghi lễ, đạo đức và tôn giáo. Học thuyết này phát triển xung quanh những lời dạy của Khổng Phu Tử (Kǒng Fūzǐ, "Thầy Khổng", 551-479 TCN), người đã xem mình là người truyền tải các giá trị và thần học của những tổ tiên trước ông. Các nhà triết học Nho giáo cổ điển có ảnh hưởng khác bao gồm Mạnh Tử- người nổi tiếng với việc cho rằng bản chất bẩm sinh của con người là thiện- và Tuân Tử- người nổi tiếng với việc cho rằng bản chất bẩm sinh của con người là ác.
Nho giáo tập trung vào các giá trị nhân văn như hòa hợp với gia đình và xã hội, hiếu (孝, bính âm:xiào), nhân (仁, "lòng nhân từ" hoặc "tính nhân văn") và lễ (禮/礼) - một hệ thống các chuẩn mực nghi lễ quyết định cách thức một người nên hành động để hòa hợp với luật trời. Khổng giáo theo truyền thống cho rằng những giá trị này dựa trên nguyên tắc siêu việt được gọi là Thiên (天, Tiān), và cũng bao gồm niềm tin vào các linh hồn hoặc các vị thần.
Nho giáo là một hệ tư tưởng chính của nhà nước đế quốc trong triều đại nhà Hán (206 TCN -220) và được hồi sinh thành chủ nghĩa Nho giáo mới trong triều đại nhà Đường (618-907). Trong các triều đại sau này của Trung Quốc như nhà Tống (960-1297) và nhà Minh (1368-1644) cũng như triều đại Joseon (1392-1897) ở Hàn Quốc, một hình thức Nho giáo mới hồi sinh được dẫn dắt bởi các nhà tư tưởng như Chu Hi (1130-1200) và Vương Dương Minh (1472-1529) đã trở thành trường phái tư tưởng thống trị, và được nhà nước đế quốc đề cao. Bắt đầu từ thời nhà Tống, kinh điển Nho giáo là nền tảng của các kỳ thi cấp quốc gia và trở thành triết lý cốt lõi của giai cấp quan lại. Nho giáo bị thất bại trong thế kỷ 20, nhưng gần đây đang trải qua một cuộc phục hưng, được gọi là Nho giáo mới.
Theo truyền thống, các nền văn hóa và các quốc gia trong lĩnh vực văn hóa Đông Á chịu ảnh hưởng mạnh mẽ của Nho giáo, bao gồm Trung Quốc đại lục, Hồng Kông, Ma Cao, Nhật Bản, hai miền Triều Tiên và Đài Loan cũng như các vùng lãnh thổ hải ngoại khác có nhiều người Hoa ở nước ngoài, như Singapore.

#### Pháp gia
Pháp gia (bính âm: Fǎjiā; trường phái của "phương pháp" hoặc "tiêu chuẩn")  là một truyền thống triết học tập trung vào luật pháp, quản lý thực tế và quản lý bộ máy nhà nước. Phần lớn những người theo trường phái này bỏ qua đạo đức hoặc quan điểm lý tưởng hóa của xã hội phải như thế nào, mà chỉ tập trung vào việc điều hành chính phủ một cách thực dụng thông qua sức mạnh của chế độ chuyên quyền và nhà nước. Mục tiêu của họ là đạt được trật tự, an ninh và ổn định. Ban đầu họ bị những ý tưởng của Mặc gia ảnh hưởng. Một nhân vật quan trọng của trường này là quan lại và triết gia chính trị Thân Bất Hại (khoảng 400-337 TCN). Một nhân vật trung tâm khác, Thương Ưởng (390-338 TCN), là một chính khách và nhà cải cách hàng đầu, người đã biến nước Tần thành cường quốc thống trị và chinh phục phần còn lại của Trung Quốc vào năm 221 TCN. Người kế tục của Thương Ưởng, Hàn Phi (khoảng 280-233 TCN) đã tổng hợp các lý thuyết khác của Pháp gia trong tác phẩm cùng tên, Hàn Phi tử, một trong những sách về Pháp gia có ảnh hưởng nhất đã được hàng loạt thế hệ các vua quan Trung Quốc sử dụng như một hướng dẫn cho người có địa vị và tổ chức bộ máy quản lý của nhà nước.

#### Mặc gia
Mặc gia (Mòjiā), được Mặc Tử (khoảng 470-391 TCN) và các môn đồ của ông thành lập. Đó là một trường phái tư tưởng lớn và là đối thủ của Nho giáo và Đạo giáo trong thời kỳ Xuân Thu và Chiến Quốc (khoảng 770-221 TCN). Kinh điển chính của trường phái này là Mặc gia (sách). Tư tưởng hành chính của Mặc gia sau đó đã được Pháp gia tiếp thu, phần đạo đức của trường phái này được Nho giáo tiếp thu và các cuốn sách của nó cũng được hợp nhất vào giáo luật Đạo giáo, vì Mặc gia đã biến mất, không còn là một trường phái độc lập sau thời nhà Tần.
Mặc gia được biết đến nhiều nhất với ý tưởng "yêu thương vô tư" (tiếng Trung:兼愛; bính âm: jiān ài; Hán Việt: kiêm ái). Theo Mặc Tử, mọi người nên quan tâm như nhau đối với tất cả các cá nhân khác, bất kể mối quan hệ thực sự giữa họ. Mặc Tử cũng ủng hộ chế độ nhân tài vô tư, với việc chính phủ nên dựa trên tài năng chứ không phải quan hệ huyết thống. Mặc Tử đã chống lại nghi thức Nho giáo, thay vì nhấn mạnh thực dụng để tồn tại thông qua làm ruộng, lập pháo đài, và thực hiện hành chính công. Mặc gia là không không nhất quán và con người cần một hướng dẫn ngoài truyền thống để xác định truyền thống nào được chấp nhận. Hướng dẫn đạo đức sau đó phải thực hiện để thúc đẩy và khuyến khích các hành vi xã hội tối đa hóa lợi ích chung. Là động lực cho lý thuyết của mình, Mặc gia mang đến Thiên ý, nhưng thay vì tôn giáo, triết lý của ông lại tương đồng với chủ nghĩa vị lợi.
Mặc gia cũng được liên kết và chịu ảnh hưởng của một trường phái triết học riêng biệt được gọi là Danh gia (Míngjiā), tập trung vào triết học về ngôn ngữ, định nghĩa và logic.

#### Đạo giáo

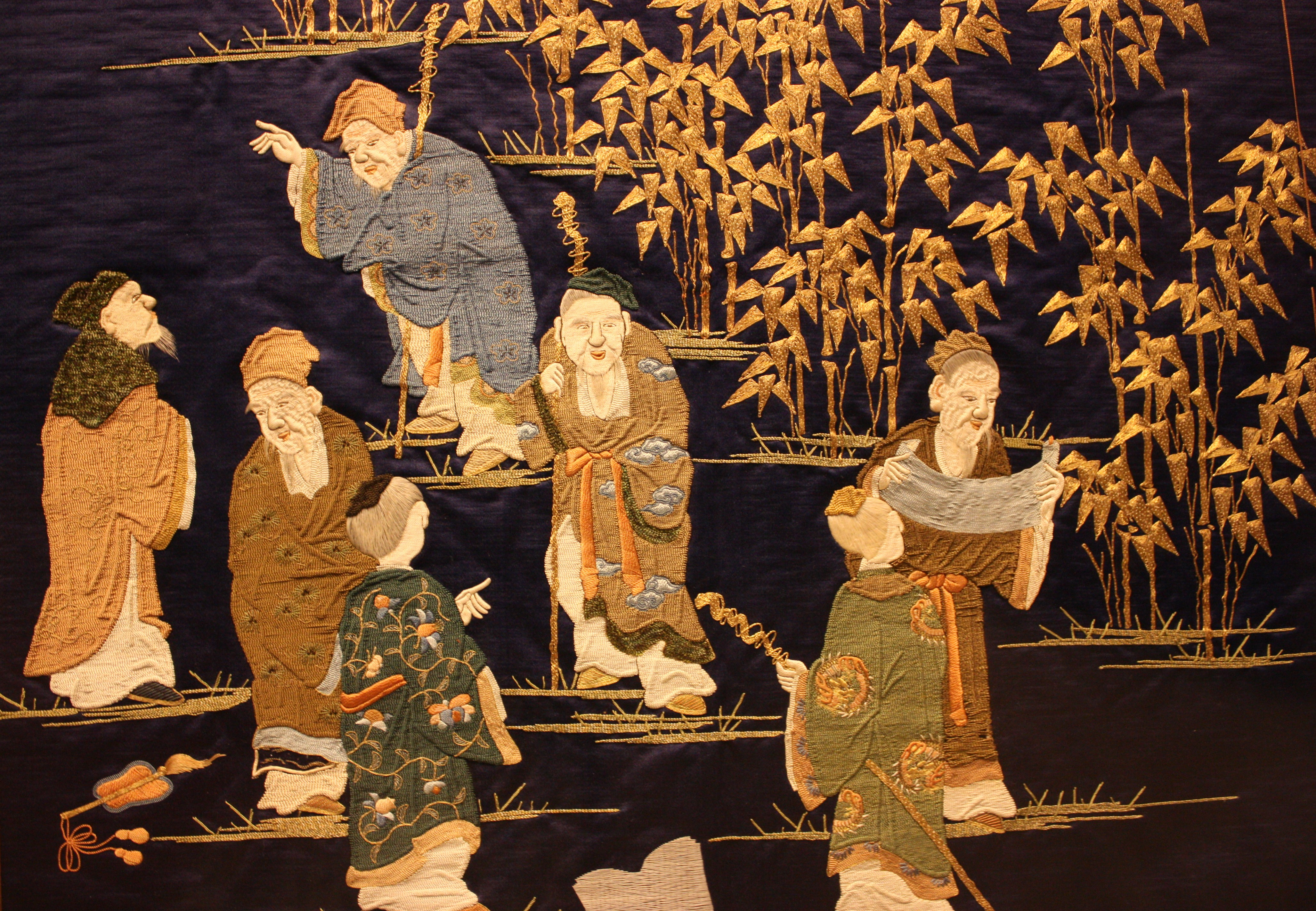
Bảy nhà hiền triết của rừng trúc, tranh thêu, 1860-1880

Đạo giáo (hay Lão giáo) là một thuật ngữ cho các triết lý và hệ thống tôn giáo khác nhau, trong đó nhấn mạnh sự hài hòa với Đạo (tiếng Trung: 道; bính âm: Dào; nghĩa đen: "Con đường") được coi là nguyên tắc là nguồn gốc, khuôn mẫu và chất của tất cả mọi thứ tồn tại. Đạo giáo có xu hướng nhấn mạnh các đức tính như vô vi (hành động dễ dàng), ziran (tự nhiên), pu (đơn giản) và tự phát trong khi ít chú trọng đến các quy tắc và nghi lễ (trái ngược với Nho giáo). Đạt đến được sự bất tử thông qua thuật giả kim bên ngoài (ngoại đan) và thuật giả kim bên trong (nội đan) là một mục tiêu quan trọng đối với nhiều đệ tử Đạo giáo trong lịch sử.
Các hình thức đầu tiên của Đạo giáo đã phát triển vào thế kỷ thứ 4 TCN, chịu ảnh hưởng của các lý thuyết vũ trụ học của Âm Dương gia và Kinh Dịch. Trường phái Tự nhiên hay Âm dương gia là một trường phái triết học khác tổng hợp các khái niệm về âm dương và Ngũ hành; Trân Diễn được coi là người sáng lập phái này.
Đạo đức kinh (Tao-Te-Ching, khoảng thế kỷ thứ 4 TCN), theo truyền thống được cho là của Lão Tử, và Nam hoa kinh (Trang Tử) được coi là văn bản chính của trường phái này. Hình thức tổ chức đầu tiên của Đạo giáo, trường phái Thiên sư đạo phát sinh vào thế kỷ thứ 2 sau Công nguyên. Xuanxue ("học sâu", cũng là "Đạo giáo mới") là một phong trào triết học lớn chịu ảnh hưởng của học bổng Nho giáo, tập trung vào việc giải thích Kinh Dịch, Daodejing và Zhuangzi và phát triển trong thế kỷ thứ ba đến thế kỷ thứ sáu. Các triết gia quan trọng nhất của phong trào này là Hà Yến, Vương Bật, Trúc lâm thất hiền, Cát Hồng và Guo Xiang. Những nhà tư tưởng như He Yan và Wang Bi tập trung vào bản chất sâu sắc của Tao, cái mà họ thấy là được minh họa rõ nhất bằng thuật ngữ "Vô" (hư vô, không tồn tại, tiêu cực).
Các trường phái khác đã nổi lên trong suốt lịch sử Trung Quốc, như trường phái Thượng Thanh trong triều đại nhà Đường (618-907), trường phái Lingbao trong triều đại nhà Tống (960-1279) và trường phái Toàn Chân phát triển trong thế kỷ thứ 13 và trong thế kỷ 14 của triều đại nhà Nguyên. Các truyền thống Đạo giáo sau này cũng chịu ảnh hưởng của Phật giáo Trung Quốc.

### Triết học Đông Á hiện đại

#### Trung Quốc

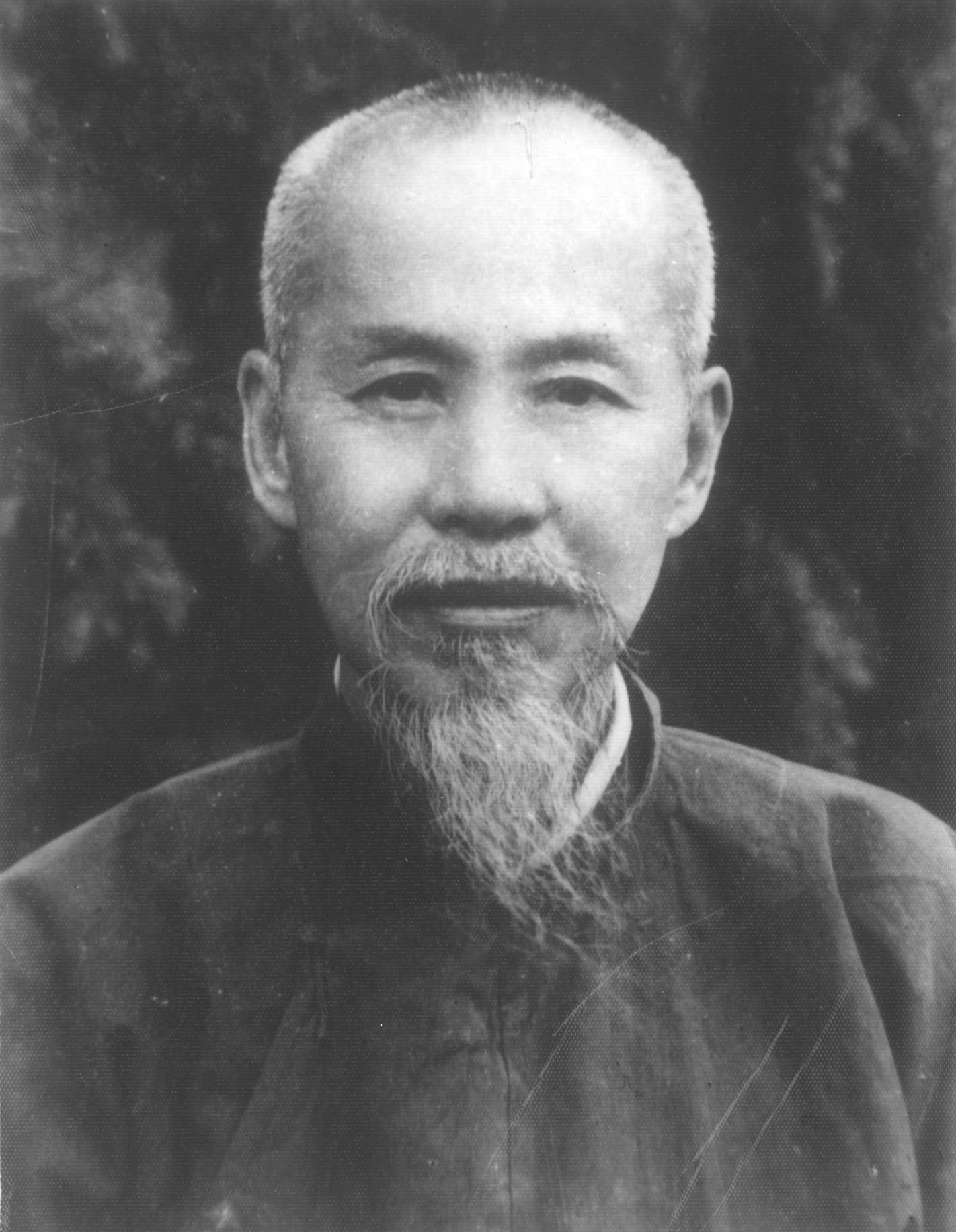
Hùng Thập Lực khoảng năm 1960

Tư tưởng Trung Quốc hiện đại thường được xem là bắt nguồn từ Nho giáo cổ điển (Jingxue), Khổng giáo mới (Lixue), Phật giáo, Đạo giáo và Xixue (Tây học, khởi đầu vào cuối triều đại nhà Minh).
Cuộc chiến tranh thuốc phiện năm 1839-42 đã chứng kiến sự khởi đầu của các cuộc xâm lược và bóc lột Trung Quốc của Nhật Bản, làm các nhà tư tưởng Trung Quốc cảm thấy nhục nhã. Cuối thế kỷ 19 và đầu thế kỷ 20 đã chứng kiến các nhà tư tưởng Trung Quốc như Trương Chí Động hướng đến kiến thức thực tiễn của phương Tây như một cách để bảo tồn văn hóa truyền thống Trung Quốc, một học thuyết mà ông định nghĩa là Học Trung Quốc là cơ bản và Học phương Tây là vận dụng (Zhongti Xiyong).
Sau cuộc cách mạng Tân Hợi năm 1911 và sự kết thúc của nhà Thanh, Phong trào Ngũ Tứ đã tìm cách xóa bỏ hoàn toàn các thể chế và tập quán đế quốc cũ của Trung Quốc (như hệ thống công vụ cũ). Có hai xu hướng triết học chính trong thời kỳ này. Một là chống truyền thống và thúc đẩy học tập và ý tưởng phương Tây. Một nhân vật quan trọng của dòng chảy chống truyền thống này là Yan Fu (1853-1921), người đã dịch các tác phẩm triết học phương Tây khác nhau bao gồm Sự giàu có của các quốc gia và Bàn về tự do. Cũng có những nỗ lực kết hợp các tư tưởng dân chủ phương Tây và chủ nghĩa cộng hòa vào triết học chính trị Trung Quốc, đáng chú ý là Tôn Dật Tiên (1866-1925) vào đầu thế kỷ 20. Một triết gia Trung Quốc hiện đại có ảnh hưởng khác là Hồ Thích, một sinh viên của John Dewey tại Đại học Columbia. Ông đã thúc đẩy một hình thức của chủ nghĩa thực dụng.
Trong khi đó, những người theo chủ nghĩa truyền thống đã tìm cách hồi sinh và củng cố các trường phái triết học truyền thống của Trung Quốc. Tư tưởng Phật giáo Trung Quốc được thúc đẩy bởi các nhà tư tưởng như Yang Rensan và Ou-Yang Jingwu  trong khi một phong trào có ảnh hưởng khác là Nho giáo mới (tiếng Trung: 新 儒家; bính âm: xīn rú jiā). Nho giáo mới là một sự hồi sinh truyền thống của tư tưởng Nho giáo ở Trung Quốc bắt đầu từ Trung Hoa Dân Quốc thế kỷ 20 cũng gắn liền với chủ nghĩa bảo thủ mới. Những nhà Nho mới của thế hệ đầu tiên là Hùng Thập Lực và Fung Youlan. Thế hệ thứ hai (1950-1979) bao gồm các cá nhân như Tang Junyi, Mou Zongsan và Xu Fuguan, cả ba đều là môn đệ của Hùng Thập Lực. Cùng với Zhang Junmai, thế hệ thứ hai đã xuất bản Tuyên ngôn Nho giáo mới vào năm 1958.
Ảnh hưởng của chủ nghĩa Mác đối với tư tưởng chính trị hiện đại của Trung Quốc là rất lớn, đặc biệt là qua tác phẩm của Mao Trạch Đông, nhà tư tưởng nổi tiếng nhất của Triết học Mác xít Trung Quốc. Chủ nghĩa Mao là một triết học Mácxít Trung Quốc dựa trên những lời dạy của nhà lãnh đạo cách mạng Đảng Cộng sản Trung Quốc thế kỷ 20 Mao Trạch Đông. Nó dựa một phần vào các lý thuyết trước đây của Marx và Lenin, nhưng bác bỏ giai cấp vô sản đô thị và nhấn mạnh của chủ nghĩa Lenin vào công nghiệp hóa lĩnh vực công nghiệp nặng, mà ủng hộ một cuộc cách mạng được hỗ trợ bởi nông dân, và một nền kinh tế nông nghiệp phi tập trung dựa trên nhiều trang trại hợp tác xã. Chính phủ hiện tại của Cộng hòa Nhân dân Trung Hoa tiếp tục tán thành một hình thức chủ nghĩa xã hội thực dụng như là hệ tư tưởng chính thức của đảng mà nó gọi là Chủ nghĩa xã hội với đặc điểm Trung Quốc. Khi Đảng Cộng sản Trung Quốc lên nắm quyền lực, các trường phái tư tưởng trước đây như Đạo giáo và Nho giáo (trừ Pháp gia) đã bị tố cáo là lạc hậu, và sau đó bị thanh trừng trong Cách mạng Văn hóa đầy bạo lực. Cuộc cách mạng này đã chứng kiến nhiều ngôi đền và tổ chức Đạo giáo và Phật giáo bị phá hủy.

#### Nhật Bản

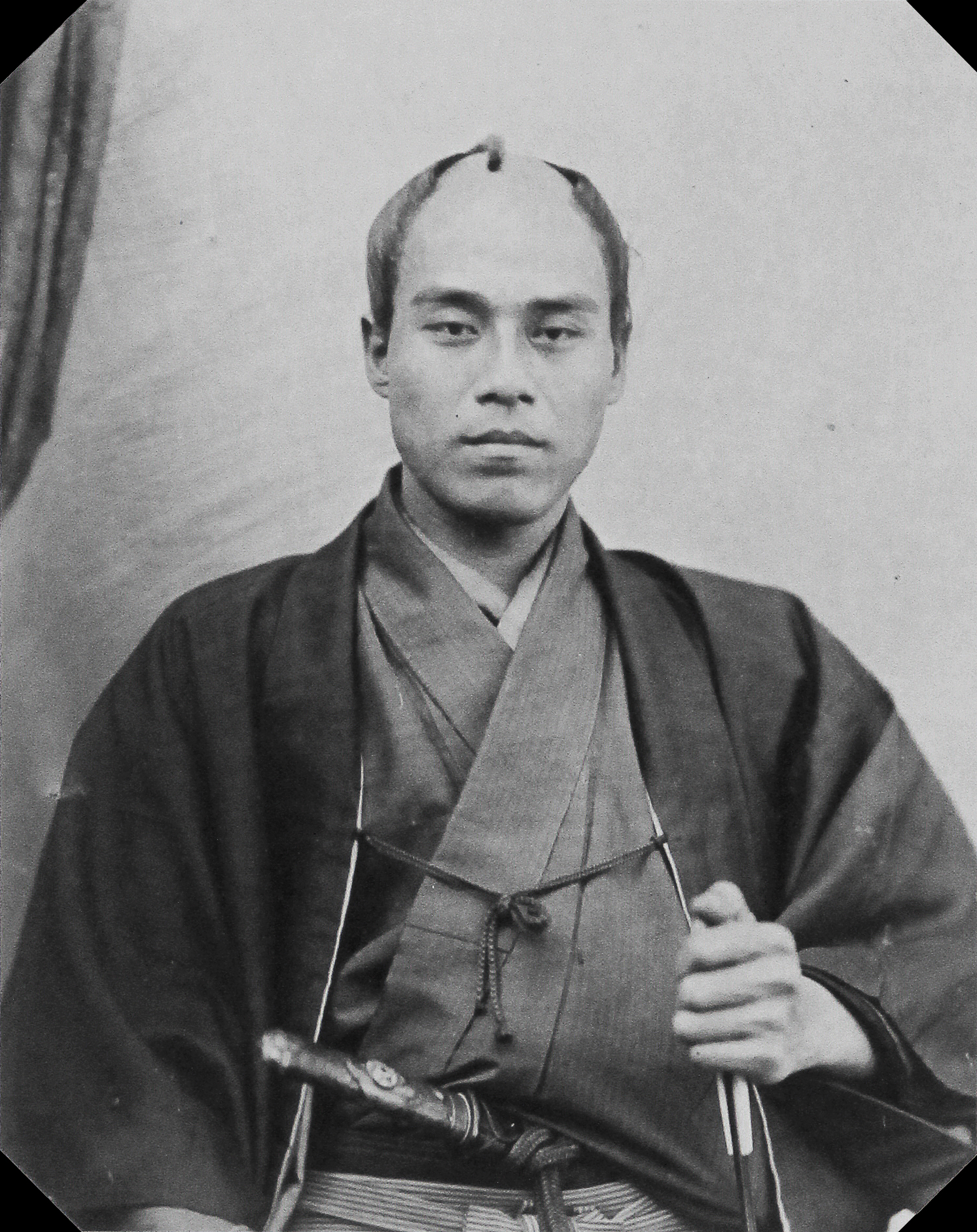
Fukuzawa Yukichi (1862) một nhà hoạt động dân quyền và nhà tư tưởng tự do người Nhật

Tư tưởng Nhật Bản hiện đại chịu ảnh hưởng mạnh mẽ của khoa học và triết học phương Tây. Hiện đại hóa nhanh chóng của Nhật Bản một phần được hỗ trợ bởi nghiên cứu ban đầu về khoa học phương tây (được gọi là Rangaku) trong Thời kỳ Edo (1603-1868). Một phong trào trí tuệ khác trong thời Edo là Kokugaku (nghiên cứu quốc gia), tìm cách tập trung vào nghiên cứu tư tưởng Nhật Bản cổ đại, văn bản cổ điển và văn hóa trên và chống lại văn hóa Phật giáo và Trung Quốc nước ngoài. Một nhân vật quan trọng của phong trào này là Motoori Norinaga (1730-1801), người lập luận rằng bản chất của văn học và văn hóa cổ điển Nhật Bản là một ý nghĩa gọi là mono no aware ("nỗi buồn khi di tản").
Vào thời Minh Trị (1868-1912), Meirokusha (Meiji 6, được thành lập năm 1874) xã hội tri thức đã thúc đẩy tư tưởng giác ngộ châu Âu. Các triết gia Meirokusha như Mori Arinori, Nishi Amane và Fukuzawa Yukichi đã tìm cách kết hợp các ý tưởng phương Tây với văn hóa và các giá trị của Nhật Bản. Thời kỳ Shōwa (1926-1989) chứng kiến sự trỗi dậy của Thần đạo Quốc gia và chủ nghĩa dân tộc Nhật Bản.
Triết học Phật giáo Nhật Bản bị ảnh hưởng bởi tác phẩm của Trường phái Kyoto, vốn lấy tri thức từ các nhà triết học phương Tây (đặc biệt là triết học Đức) và tư tưởng Phật giáo, bao gồm Kitaro Nishida, Keiji Nishitani, Hajime Tanabe và Masao Abe. Xu hướng quan trọng nhất trong tư tưởng Phật giáo Nhật Bản sau khi thành lập trường phái Kyoto là Phật giáo phê phán, lập luận chống lại một số khái niệm Đại thừa như Phật tính và giác ngộ nguyên thủy.

#### Triều Tiên
Juche, thường được dịch là "tự lực", là hệ tư tưởng chính trị chính thức của Bắc Triều Tiên, được chế độ mô tả là "đóng góp nguyên bản, xuất sắc và mang tính cách mạng của Kim Nhật Thành cho tư tưởng quốc gia và quốc tế". Tư tưởng này nói rằng một cá nhân là "chủ nhân của số mệnh"  và rằng quần chúng Bắc Triều Tiên sẽ đóng vai trò là "người thầy của cách mạng và xây dựng".